# ふるさと村 (岡山県)
ふるさと村（ふるさとむら）は岡山県による地区単位の保存・整備事業、およびその指定地区、あるいは地区内の保存建造物や史跡の総称である。昭和49年（1974年）より進めている。昭和50年（1975年）に国により「伝統的建造物群保存地区」の制度が設けられるよりも早く、まだ国による面的な保存施策の整っていない時期に独自に始められた事業として特筆される。

## 指定地区
八塔寺ふるさと村
備前市吉永町加賀美
昭和49年（1974年）4月指定。
かつて山岳仏教の栄えた八塔寺のふもとの高台にある集落。
大高下ふるさと村
津山市阿波大高下
昭和49年（1974年）4月指定。
茅葺の民家、土蔵、水車小屋などが残る。
越畑ふるさと村
苫田郡鏡野町越畑
昭和49年（1974年）4月指定。
タタラ製鉄の跡や、茅葺の民家、水車小屋などが残る。
石火矢町ふるさと村
高梁市石火矢町
昭和49年（1974年）12月指定。
備中松山城下の武家屋敷地区。城下町の町割、旧武家屋敷の建物などが残る。
吹屋ふるさと村
高梁市成羽町
昭和49年（1974年）12月指定。
銅山と弁柄の生産で栄えた時代の町並みを残す。国の重要伝統的建造物群保存地区にも選定されている。
真鍋島ふるさと村
笠岡市
昭和53年（1978年）5月指定。
真鍋島は瀬戸内海に浮かぶ小島で古くからの海上交通の要衝。古い漁村の景観を残している。
円城ふるさと村
加賀郡吉備中央町円城
昭和55年（1980年）3月指定。
円城寺の門前に栄えた門前町。